# Phthonandria indica
Phthonandria indica là một loài bướm đêm trong họ Geometridae.